# Lopeti Faifua
Lopeti Faifua (Myrtleford, Australia, 22 de enero de 2002) es un jugador profesional australiano de rugby que se desempeña en la posición de ala cerrado en Western Force, equipo perteneciente a la liga Súper Rugby.

## Carrera
En 2020, Faifua se unió al equipo West Brisbane Bulldogs (2020-2021), después pasó a Queensland Reds (2021-2023), luego a Western Force, donde lleva jugando una temporada.